# Nancy Richey
Nancy Ann Richey (San Angelo, 23 augustus 1942) is een voormalig professioneel tennisspeelster uit de Verenigde Staten van Amerika. Zij speelde rechtshandig, met een enkelhandige backhand. Zij was een geduldig baseline-speelster, met een vlakke, krachtige forehand waarmee zij lange rally's dicteerde.

## Loopbaan
Richey won zes grandslamtitels, twee in het enkelspel en vier in het dubbelspel. Zij won het U.S. Clay Court enkelspelkampioenschap zesmaal op rij, van 1963 tot en met 1968. In de periode 1962–1970 maakte zij deel uit van het Amerikaanse Wightman Cup-team. Zij was nummer één op de nationale ranglijst van de Verenigde Staten in 1964, 1965, 1968 en 1969. In 1969 zat zij in het Amerikaanse Fed Cup-team dat de titel won – in de finale van de Wereldgroep versloegen zij het Australische Fed Cup-team met 2–1. Aan het einde van het jaar 1969 nam zij de tweede plaats in op de wereldranglijst van het vrouwenenkelspel. Volgens Bud Collins eindigde zij 1969 op de vierde plaats – wel was zij derde in 1968 en 1972.
In 1970 behoorde Richey tot de Original nine (oorspronkelijke negen) die het Virginia Slims Circuit oprichtten, de voorloper van de latere Women's Tennis Association (WTA).

## Persoonlijk
Op 15 december 1970 trad Richey in het huwelijk met Kenneth Gunter. Daarna nam zij aan toernooien deel onder de naam Nancy Gunter. Zes jaar later (28 december 1976) eindigde het huwelijk in een scheiding, waarna zij haar eigen naam weer aannam.
In 2003 werd Richey opgenomen in de internationale Tennis Hall of Fame.

## Palmares

### WTA-finaleplaatsen enkelspel
| nr.              | finale     | toernooi             | ondergrond | tegenstandster      | score          |
| ---------------- | ---------- | -------------------- | ---------- | ------------------- | -------------- |
| gewonnen finales |            |                      |            |                     |                |
| 01.              | 1961-12-10 | WTA La Jolla         | hardcourt  | Dorothy Knode       | 6-1, 6-1       |
| 02.              | 1964-01-12 | WTA Dallas           | tapijt (i) | Billie Jean Moffitt | 6-2, 7-5       |
| 03.              | 1964-08-09 | WTA Locust Valley    | gras       | Billie Jean Moffitt | 6-3, 1-6, 6-4  |
| 04.              | 1965-04-11 | WTA San Juan         | hardcourt  | Margaret Smith      | 6-8, 6-4, 9-7  |
| 05.              | 1965-04-18 | WTA Saint Petersburg | gravel     | Margaret Smith      | 6-3, 6-2       |
| 06.              | 1965-05-02 | WTA Dallas           |            | Margaret Smith      | 6-1, 6-4       |
| 07.              | 1965-12-13 | WTA Adelaide         | gras       | Lesley Turner       | 8-6, 6-2       |
| 08.              | 1967-01-30 | Australian Open      | gras       | Lesley Turner       | 6-1, 6-4       |
| 09.              | 1967-03-19 | WTA Phoenix          | hardcourt  | Carol Aucamp        | 6-1, 6-4       |
| 10.              | 1967-06-04 | WTA Tulsa            | gravel     | Carole Graebner     | 6-2, 6-3       |
| 11.              | 1968-06-09 | Roland Garros        | gravel     | Ann Haydon-Jones    | 5-7, 6-4, 6-1  |
| 12.              | 1969-03-23 | WTA Phoenix          | hardcourt  | Patti Hogan         | 6-2, 6-0       |
| 13.              | 1969-10-12 | WTA Las Vegas        | hardcourt  | Billie Jean King    | 2-6, 6-4, 6-1  |
| 14.              | 1970-09-20 | WTA Charlotte        | gravel     | Chris Evert         | 6-4, 6-1       |
| 15.              | 1970-10-04 | WTA Berkeley         | hardcourt  | Rosie Casals        | 7-6, 6-4       |
| 16.              | 1972-02-28 | WTA Bethesda         | tapijt (i) | Chris Evert         | 7-6, 6-2       |
| 17.              | 1972-03-12 | WTA Dallas           | tapijt (i) | Billie Jean King    | 7-6, 6-1       |
| 18.              | 1972-04-02 | WTA San Juan         | hardcourt  | Chris Evert         | 6-1, 6-3       |
| 19.              | 1972-04-16 | WTA Saint Petersburg | gravel     | Chris Evert         | 6-3, 6-4       |
| 20.              | 1972-08-20 | WTA Denver           | hardcourt  | Billie Jean King    | 1-6, 6-4, 6-4  |
| 21.              | 1975-10-12 | WTA Phoenix          | hardcourt  | Virginia Wade       | 4-6, 7-5, 6-4  |
| verloren finales |            |                      |            |                     |                |
| 01.              | 1960-08-14 | WTA South Orange     | gras       | Karen Hantze        | 1-6, 3-6       |
| 02.              | 1961-06-24 | WTA Londen           | gras       | Margaret Smith      | 0-6, 6-4, 2-6  |
| 03.              | 1964-08-02 | WTA South Orange     | gras       | Billie Jean Moffitt | 5-7, 6-3, 6-8  |
| 04.              | 1965-05-11 | WTA Rome             | gravel     | Maria Bueno         | 1-6, 6-1, 3-6  |
| 05.              | 1965-11-22 | WTA Sydney           | gras       | Margaret Smith      | 2-6, 2-6       |
| 06.              | 1965-12-07 | WTA Melbourne        | gras       | Margaret Smith      | 7-5, 3-6, 2-6  |
| 07.              | 1966-01-08 | WTA Perth            | gras       | Margaret Smith      | 3-6, 1-6       |
| 08.              | 1966-01-31 | Australian Open      | gras       | Margaret Smith      | forfait        |
| 09.              | 1966-06-05 | Roland Garros        | gravel     | Ann Haydon-Jones    | 3-6, 1-6       |
| 10.              | 1966-09-11 | US Open              | gras       | Maria Bueno         | 3-6, 1-6       |
| 11.              | 1969-03-02 | WTA Curaçao          | hardcourt  | Julie Heldman       | 7-5, 1-6, 8-10 |
| 12.              | 1969-04-14 | WTA Johannesburg     | hardcourt  | Billie Jean King    | 3-6, 4-6       |
| 13.              | 1969-09-07 | US Open              | gras       | Margaret Court      | 2-6, 2-6       |
| 14.              | 1970-07-26 | WTA Cincinnati       | gravel     | Rosie Casals        | 3-6, 3-6       |
| 15.              | 1970-11-08 | WTA Richmond         | gravel (i) | Billie Jean King    | 3-6, 3-6       |
| 16.              | 1971-04-04 | WTA San Juan         | hardcourt  | Ann Haydon-Jones    | 4-6, 4-6       |
| 17.              | 1972-03-26 | WTA Richmond         | gravel (i) | Billie Jean King    | 3-6, 4-6       |
| 18.              | 1972-05-06 | WTA Indianapolis     | tapijt (i) | Billie Jean King    | 3-6, 3-6       |
| 19.              | 1973-01-27 | WTA Inglewood        | tapijt (i) | Margaret Court      | 5-7, 7-6, 5-7  |
| 20.              | 1973-04-01 | WTA Tucson           | hardcourt  | Kerry Melville      | 3-6, 3-6       |
| 21.              | 1973-05-06 | WTA Hilton Head      | gravel     | Rosie Casals        | 6-3, 1-6, 5-7  |
| 22.              | 1973-05-12 | WTA Tokio            | tapijt (i) | Billie Jean King    | 6-7, 7-5, 3-6  |
| 23.              | 1973-10-07 | WTA Phoenix          | hardcourt  | Billie Jean King    | 1-6, 3-6       |
| 24.              | 1973-10-21 | WTA Championships    | gravel     | Chris Evert         | 3-6, 3-6       |
| 25.              | 1973-11-25 | WTA Tokio            | tapijt (i) | Billie Jean King    | 4-6, 4-6       |
| 26.              | 1974-03-24 | WTA Akron            | tapijt (i) | Billie Jean King    | 3-6, 5-7       |
| 27.              | 1977-08-14 | WTA Indianapolis     | gravel     | Laura duPont        | 4-6, 3-6       |

### WTA-finaleplaatsen vrouwendubbelspel
| nr.              | finale     | toernooi             | ondergrond | partner                  | tegenstandsters                         | score          |
| ---------------- | ---------- | -------------------- | ---------- | ------------------------ | --------------------------------------- | -------------- |
| gewonnen finales |            |                      |            |                          |                                         |                |
| 1.               | 1965-09-12 | US Open              | gras       | Carole Caldwell-Graebner | Billie Jean Moffitt Karen Hantze-Susman | 6-4, 6-4       |
| 2.               | 1965-12-07 | WTA Melbourne        | gras       | Carole Caldwell-Graebner | Margaret Smith Lesley Turner            | 3-6, 6-4, 6-3  |
| 3.               | 1966-01-31 | Australian Open      | gras       | Carole Caldwell-Graebner | Margaret Smith Lesley Turner            | 6-4, 7-5       |
| 4.               | 1966-07-10 | Wimbledon            | gras       | Maria Bueno              | Margaret Smith Judy Tegart              | 6-3, 4-6, 6-4  |
| 5.               | 1966-08-29 | US Open              | gras       | Maria Bueno              | Rosie Casals Billie Jean King           | 6-3, 6-4       |
| verloren finales |            |                      |            |                          |                                         |                |
| 01.              | 1964-05-18 | WTA Berlijn          | gravel     | Karen Hantze-Susman      | Margaret Smith Lesley Turner            | 5-7, 2-6       |
| 02.              | 1964-08-02 | WTA South Orange     | gras       | Carole Caldwell-Graebner | Billie Jean Moffitt Karen Hantze-Susman | 6-3, 3-6, 4-6  |
| 03.              | 1964-08-09 | WTA Locust Valley    | gras       | Carole Caldwell-Graebner | Billie Jean Moffitt Karen Hantze-Susman | 2-6, 10-12     |
| 04.              | 1965-04-18 | WTA Saint Petersburg | gravel     | Norma Baylon             | Margaret Smith Lesley Turner            | 1-6, 3-6       |
| 05.              | 1965-05-02 | WTA Dallas           |            | Carole Caldwell-Graebner | Margaret Smith Lesley Turner            | 4-6, 4-6       |
| 06.              | 1965-11-22 | WTA Sydney           | gras       | Carole Caldwell-Graebner | Margaret Smith Lesley Turner            | 3-6, 6-8       |
| 07.              | 1966-01-08 | WTA Perth            | gras       | Carole Caldwell-Graebner | Margaret Smith Judy Tegart              | forfait        |
| 08.              | 1966-05-22 | WTA La Jolla         | hardcourt  | Dorothy Cheney           | Rosie Casals Billie Jean King           | 2-6, 4-6       |
| 09.              | 1966-12-17 | WTA Adelaide         | gras       | Rosie Casals             | Judy Tegart Lesley Turner               | 5-7, 4-6       |
| 10.              | 1967-01-08 | WTA Perth            | gras       | Rosie Casals             | Françoise Dürr Gail Sherriff            | 6-4, 4-6, 0-6  |
| 11.              | 1967-07-08 | Wimbledon            | gras       | Maria Bueno              | Rosie Casals Billie Jean King           | 11-9, 4-6, 2-6 |
| 12.              | 1969-03-02 | WTA Curaçao          | hardcourt  | Julie Heldman            | Margaret Court Judy Tegart              | 4-6, 2-6       |
| 13.              | 1969-04-14 | WTA Johannesburg     | hardcourt  | Virginia Wade            | Françoise Dürr Ann Haydon-Jones         | 2-6, 6-3, 4-6  |
| 14.              | 1969-06-08 | Roland Garros        | gravel     | Margaret Court           | Françoise Dürr Ann Haydon-Jones         | 0-6, 6-4, 5-7  |
| 15.              | 1970-09-20 | WTA Charlotte        | gravel     | Françoise Dürr           | Margaret Court Virginia Wade            | 1-10           |
| 16.              | 1972-02-07 | WTA Fort Lauderdale  | gravel     | Virginia Wade            | Judy Dalton Françoise Dürr              | 3-6, 2-6       |
| 17.              | 1973-05-13 | WTA Tokio            | tapijt (i) | Karen Krantzcke          | Laura duPont Kristien Kemmer            | 6-8            |

## Resultaten grandslamtoernooien
| Legenda | Legenda                          |
| ------- | -------------------------------- |
| g.t.    | geen toernooi gehouden           |
| l.c.    | lagere categorie                 |
| –       | niet deelgenomen                 |
| G       | uitgeschakeld in de groepsfase   |
| 1R      | uitgeschakeld in de eerste ronde |
| 2R      | uitgeschakeld in de tweede ronde |
| 3R      | uitgeschakeld in de derde ronde  |
| 4R      | uitgeschakeld in de vierde ronde |
| KF      | uitgeschakeld in de kwartfinale  |
| HF      | uitgeschakeld in de halve finale |
| F       | de finale verloren               |
| W       | het toernooi gewonnen            |
| w-v     | winst/verlies-balans             |

### Enkelspel
| toernooi        | 1958 | 1959 | 1960 | 1961 | 1962 | 1963 | 1964 | 1965 | 1966 | 1967 | 1968 | 1969 | 1970 | 1971 | 1972 | 1973 | 1974 | 1975 | 1976 | 1977 | 1977 | 1978 |
| --------------- | ---- | ---- | ---- | ---- | ---- | ---- | ---- | ---- | ---- | ---- | ---- | ---- | ---- | ---- | ---- | ---- | ---- | ---- | ---- | ---- | ---- | ---- |
| Australian Open | –    | –    | –    | –    | –    | –    | –    | –    | F    | W    | –    | –    | –    | –    | –    | –    | –    | –    | –    | –    | –    | –    |
| Roland Garros   | –    | –    | –    | –    | –    | –    | 4R   | HF   | F    | –    | W    | HF   | –    | HF   | 3R   | 3R   | –    | –    | –    | 3R   | 3R   | 2R   |
| Wimbledon       | –    | –    | –    | 2R   | 3R   | –    | KF   | KF   | KF   | 4R   | HF   | KF   | –    | KF   | KF   | –    | –    | 2R   | –    | –    | –    | –    |
| US Open         | 1R   | 3R   | KF   | –    | 3R   | KF   | HF   | HF   | F    | 2R   | –    | F    | HF   | 3R   | 1R   | 2R   | KF   | 1R   | 2R   | 4R   | 4R   | 1R   |

### Vrouwendubbelspel
| Australian Open | –  | –  | –  | –  | W  | KF | –  | –  | –  |
| Roland Garros   | –  | –  | 3R | –  | 2R | –  | HF | F  | 3R |
| Wimbledon       | 1R | 1R | –  | HF | W  | F  | 3R | 2R | KF |
| US Open         | –  | –  | HF | W  | W  | –  | –  | –  | HF |

### Gemengd dubbelspel
| toernooi        | 1964 | 1965 | 1966 | 1967 | 1968 | 1969 | 1970 | 1971 |      | 1973 |
| --------------- | ---- | ---- | ---- | ---- | ---- | ---- | ---- | ---- | ---- | ---- |
| Australian Open | –    | –    | –    | KF   | –    | –    | g.t. | g.t. | g.t. |      |
| Roland Garros   | KF   | KF   | 1R   | –    | KF   | KF   | –    | –    | 1R   |      |
| Wimbledon       | 2R   | KF   | 2R   | 2R   | 4R   | 1R   | –    | 2R   | –    |      |
| US Open         | –    | –    | –    | –    | –    | –    | KF   | –    | –    |      |